# 583 Klotilde

## 583 Klotilde
Az 583 Klotilde egy a Naprendszer kisbolygói közül, amit Johann Palisa fedezett fel   1905.  december  31-én, a Vienna Observatory-ban.